# Земский, Владимир Васильевич
Влади́мир Васи́льевич Зе́мский (1 января 1939 — 15 октября 2004) — советский и российский дипломат. Чрезвычайный и полномочный посол (1992).

## Биография
Окончил Московский государственный институт международных отношений (МГИМО) МИД СССР (1967) и факультет повышения квалификации Дипломатической академии МИД СССР (1989). Владел испанским, португальским, английским и французским языками. 
На дипломатической работе с 1967 года.
- В 1986—1990 годах — советник-посланник Посольства СССР в Португалии.
- В 1990—1991 годах — советник-посланник Посольства СССР в Анголе.
- С 24 октября 1992 по 21 сентября 1996 года — чрезвычайный и полномочный посол Российской Федерации в Грузии[1][2].
- В 1996—2000 годах — генеральный секретарь Совета коллективной безопасности государств — участников Договора о коллективной безопасности.
- С 24 августа 2000 по 15 октября 2004 года — чрезвычайный и полномочный посол Российской Федерации в Мозамбике[3].
- С 31 декабря 2000 по 15 октября 2004 года — чрезвычайный и полномочный посол Российской Федерации в Свазиленде по совместительству[4].

## Дипломатический ранг
- Чрезвычайный и полномочный посланник 2 класса (21 апреля 1990)[5].
- Чрезвычайный и полномочный посланник 1 класса (18 марта 1992)[6].
- Чрезвычайный и полномочный посол (12 октября 1992)[7].

## Награды
- Орден Почёта (5 апреля 1999) — За заслуги перед государством, высокие достижения в производственной деятельности и большой вклад в укрепление дружбы и сотрудничества между народами[8].
- Почётная грамота Кыргызской Республики (18 мая 2000, Кыргызстан) — за заслуги в обеспечении безопасности республики[9].

## Семья
Жена — Наталья Евгеньевна, тоже окончила МГИМО, владеет японским и английским языками. 
Двое детей: дочь — окончила факультет международных экономических отношений МГИМО; сын — выпускник Финансовой академии.